# سیکپا
سیکپا (انگلیسی: SICPA) شرکت الکترونیک سوئیسی است، که در سال ۱۹۲۷ تأسیس شد.